# Battaglione della giustizia
Il Battaglione della giustizia (in arabo: كتيبة الحق; Katibat al Haq) fu una formazione guerrigliera palestinese fondata da Kamal Adwan (futuro leader di al Fatah)  nel 1950 nella striscia di Gaza che effettuò fra il 1950 e il 1954 una serie di incursioni di guerriglia contro Israele e in seguito i suoi militanti entrarono nel 1954 nella Brigata 141.